# Studenecký potok
Der Studenecký potok (deutsch Ahornsbach, am Oberlauf Tillingbach) ist ein linker Nebenfluss des Libocký potok (Leibitschbach) in der Karlsbader Region in Tschechien.

## Lage und Verlauf

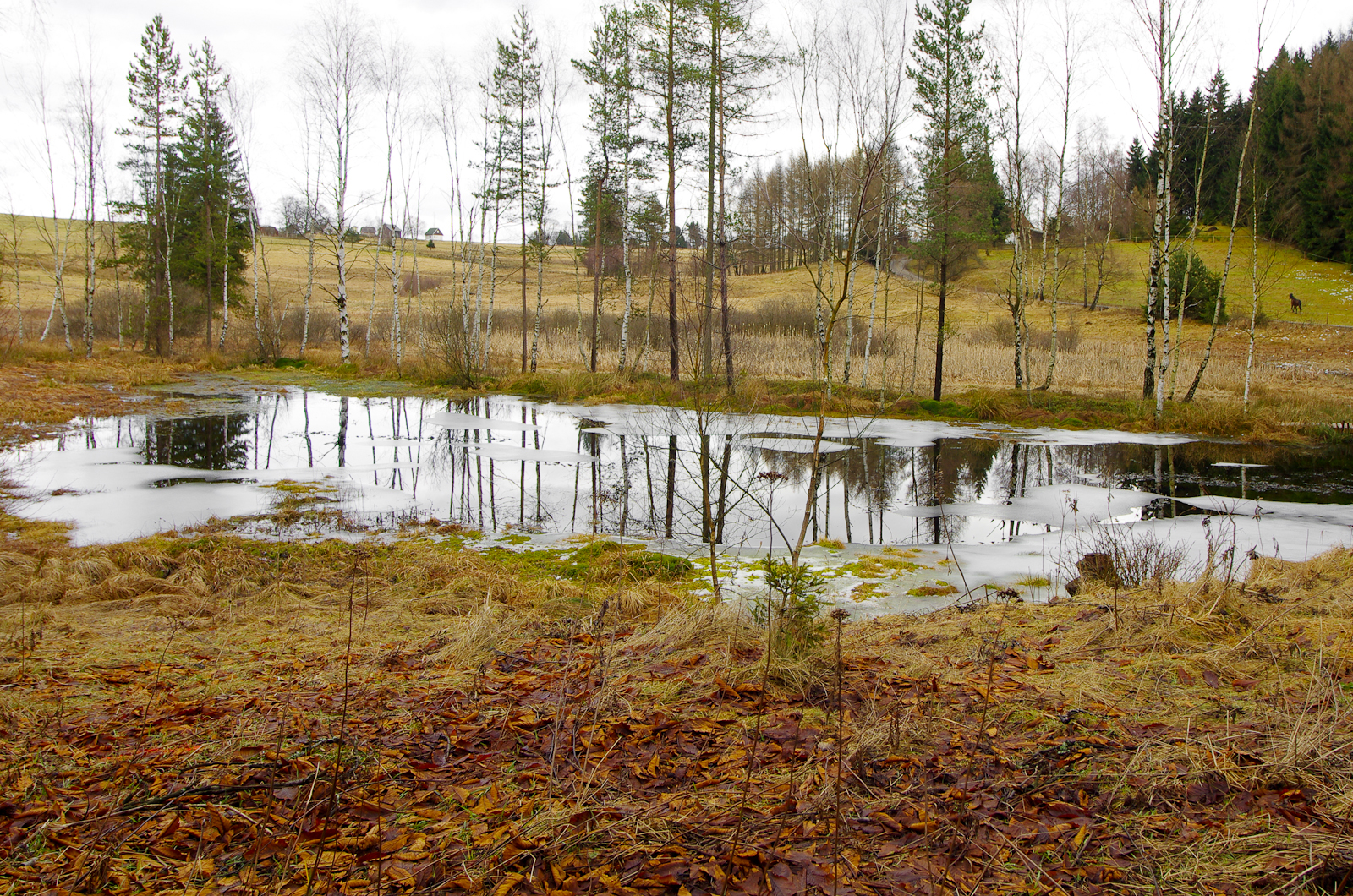
Das Naturdenkmal Studenec in der Nähe der gleichnamigen Ortschaft.

Der Bach entspringt im böhmischen Teil des Erzgebirges an der südlichen Begrenzung des etwa 23 Hektar großen Naturreservats V rašelinách, einem durch Altbergbau unberührten Torfmoor, in dem u. a. Rauschbeere, Preiselbeere und Sumpfkiefer geschützt sind. Anschließend fließt er zuerst nach Südosten ab. In einer Senke wurde 1989 das Naturdenkmal Přírodní památka Studenec zum Schutz der hier beheimateten Sumpfpflanzen, wie z. B. dem Drachenwurz, eingerichtet. Anschließend wendet er sich nach Südwesten, wo er nach 2,5 weiteren Kilometern in die Leibitsch mündet. Hier stand früher eine Glashütte, die zu der 1967 beim Bau der Talsperre Horka untergegangenen Ortschaft Leopoldovy Hamry (Leopoldhammer) gehörte. Diese war namengebend für den etwa 4000 Hektar großen Naturpark Leopoldový Hamry, in dem der Bach vollständig liegt.
Im Grund Peklo bei Bernov mündet rechtsseitig ein vom Hamerský vrch bei Liboc zufließender, heute namenloser Bach ein, der früher Ahornsbach genannt wurde. Der oberhalb davon gelegene Lauf des Studenecký potok trug früher den Namen Tillingbach.